# 教養学部
教養学部（きょうようがくぶ）は、大学における学部の一形態である。総合的なものの見方・考え方・柔軟な理解力・思考力などの実践力を身に付けたジェネラリストを養成する。日本で文部科学省が定める、大学における学科系統分類（中分類）の一分類である。学科（小分類）は、教養学（第1 - 3）、芸術学、生活学、国際学の4学科が指定されている。

## 概要
教養学部はリベラル・アーツの理念に基づいた教育研究を行う学部である 。リベラルアーツ学部は同義。
教養学部の大きな特徴は、人文科学・社会科学・自然科学の幅広い領域を総合的・横断的に取り扱う「分野横断的な学際性」である。 これは、特定の学問にとどまらず 、 多様な分野の本質を学ぶことにより、自身の専門に関連した広い視野を身につけること、また、偏りのない学識・視点・論理的思考を養うことを目的としている。
なお、「教養課程」や「教養部」とは異なる。

## 取り組み・教育における特徴
学問の広さと深さの両方を追究できるように、おもに以下の様な特徴を持つ場合が多い。
- いろいろな分野を学びながら、自身の専攻を徐々に絞っていく。
- 自身の専攻を決定した後も、「教養／専門」が密接につながっており、双方の学習を並行して進める。
- 履修科目に「教養／専門」という線引きもなく、学生の選択の自由度が高い。
- 1つの「主専攻」のほかにもうひとつの「副専攻」を選択して、双方を並行して学んでいく。
- 科目が相互に関連の深い学問領域を結びつける形で体系化されている[4]。

課程において必ずしも学際的な分野を専攻するわけではないが、その場合でも上記の様な「学際的アプローチ」を行う点が特徴である。
- 学際分野の特長
  - 諸学問分野を横断した「高度な学際性」により、特定のテーマや事象に対し、複数の学問領域から考察する「学際分野」の教育・研究に特長がある。グローバル・ガバナンスで気候変動や科学技術も重要なファクターとなる[5][出典無効]。
  - 国際基督教大学教養学部は、「学際メジャー」として「アメリカ研究」[6]、「アジア研究」[6]、「開発研究」[6]、「環境研究」[6]、「ジェンダー・セクシュアリティ研究」[6]、「グローバル研究」[6]、「日本研究」[6]、「平和研究」[6]が設置されている。
  - 東京大学教養学部は「地域研究」「国際関係論」「表象文化論」など学際的アプローチを用いる専攻を設置している[7]。

- 「学際的アプローチ」を行う類似した学部

このように「特定学問を掘り下げる」のではなく「特定の事象やテーマについて複数の学問領域から考察する」学部は、政策科学部・総合政策学部・環境情報学部・環境科学部・人間科学部・国際関係学部・外国語学部・ゼロ免課程・観光学部などがある。

## 歴史・代表的な教養学部の例
教養学部は、第二次世界大戦後の学制改革を機に設置された学部である。その流れは2つあり、旧制第一高等学校の戦前教養主義的伝統を継ぐ東京大学駒場キャンパスと、米国型リベラル・アーツ・カレッジとして創設された国際基督教大学が代表的である。日本では学制改革ののち、学部（学部以外の教育研究上の基本となる組織を含む）の課程のうち、最初の2年間について一般教育を行う教員組織（学生は所属しない）を教養部としてきた。この歴史的な起源は第二次世界大戦前までさかのぼって旧制高等学校に見られる。学校教育法（昭和22年法律第26号）第53条などに学部に関する規定があるが、教養部に関する規定はなく、多くの大学は教養部を便宜的な組織と捉え、管理・運営上で重視されなかった。
1991年から大学設置基準（昭和31年文部省令第28号）の大綱化政策が実施され、一般教育科目・専門教育科目などの科目区分規定の削除や、分野ごとの科目必修制の廃止など、学士の課程（学部）の教育は大学の裁量にゆだねられた。先んじて1974年教養部から改組された広島大学総合科学部を範として、教養部を新しい学部・研究科として設置し、あるいは教養部に所属する教員を既存の学部・研究科に配置換えし、基礎・学際系学部の設置が教養部の発展的な廃止を通じて行われている。
近年、各大学では、教養学部に類する構造を持つ学部を設置する動きが目立っている。学際分野や基礎分野を広くカバーする学部として、総合科学部や総合人間学部や国際教養学部が挙げられる。

### 東京大学教養学部
東京大学では、旧制第一高校と旧制東京高校を母体に1949年に教養学部を設けている。入学したすべての学生は、前期課程として2年間教養学部に所属してリベラル・アーツ教育を受ける。その後、教養学部後期課程を含む各学部に進学し、専門教育を受ける。募集人員は学部学科別に分類されておらず、主な進学先学部別に科類が文科・理科の一、二、三類の6つに分類されている。
教養学部の後期課程には教養学科、学際科学科、統合自然科学科の3学科が存在し、またこれに接続する大学院の総合文化研究科にも言語情報科学、超域文化科学、地域文化科学、国際社会科学、広域科学の5専攻が設置されている。これらの組織では現代思想・文化人類学・地域研究や国際関係論や数理科学・物質科学・生命科学や科学史・科学哲学など、多岐にわたる基礎分野及び学際的分野からなる教育研究が行われている。一方で学生はいずれかの学科・専攻に所属しており、こうした明確な区分を有する形式は旧制大学の特徴を踏襲している。他大学における学際系学部なども、学科の組織構造がこの特徴に準ずることが多い。

### 国際基督教大学教養学部
1953年には国際基督教大学 (ICU) が教養学部のみを置いて創設された。こちらは東京大学教養学部とは異なり、アメリカの伝統的な高等教育機関であるリベラル・アーツ・カレッジの形式を取っている。リベラル・アーツ・カレッジは日本の学士課程のように学科を持たず、専攻を履修計画に応じて決定する。
国際基督教大学の構想段階では学部学科を作る予定はなかったが、設置当時の学校教育法及び大学設置基準では学部の設置及び学科区分を明確にする必要があったため、便宜的に設けたという背景がある。開学当初は人文科学・自然科学・社会科学の文理3学科を設置し、後に6学科に分化されたが、いずれの学科に関係なく履修計画を策定することも可能であり、専攻の学問的自由度の高さを特徴づけていた。この体制は2008年4月よりアーツ・サイエンス学科1学科による32専攻体制へと統合され、複数のモデルケースからより自由に専攻を選択できる制度が整った。

### 放送大学
放送大学は教養学部教養学科のみの単科大学である。大学院も文化科学研究科のみの単科大学院である。

### その他
埼玉大学は、人文科学・社会科学とその学際分野をベースにしており、自然科学や理工系を含まない。国際教養学部もこの慣例を踏襲している。
東海大学は人間環境学科・芸術学科・国際学科の3学科、東北学院大学では人間科学科・言語文化学科・情報科学科・地域構想学科の4学科から構成されているように、特定の学際分野と並び、一般的に他学部に属する専攻課程を教養学部内に置くケースもある。

## 教養学部を置く大学
国立大学
- 東京大学
- 埼玉大学

公立大学
- 都留文科大学

私立大学
- 東海大学
- 国際基督教大学
- 放送大学
- 東北学院大学（2023年募集停止）
- いわき明星大学（2018年募集停止）

### 過去に教養学部を置いていた大学
私立大学
- 東京国際大学
- 帝塚山大学

### 教養学部に類する学部を置く大学
国立大学
- 京都大学 - 総合人間学部
- 大阪教育大学 - 教育学部 - 教養学科（2017年廃止。教育協働学科へ改組。）
- 広島大学 - 総合科学部
- 徳島大学 - 総合科学部

公立大学
- 横浜市立大学 - 国際総合科学部
- 群馬県立女子大学 - 文学部 - 総合教養学科

私立大学
- 日本大学 - 文理学部
- 玉川大学 - リベラルアーツ学部
- 桜美林大学 - リベラルアーツ学群
- 聖心女子大学 - 現代教養学部
- 中央大学 - 総合政策学部
- 中央学院大学 - 現代教養学部
- 東京女子大学 - 現代教養学部
- 名古屋芸術大学 - 芸術学部 - 芸術学科 - 芸術教養領域

### 共創学部を置く大学
国立大学
- 九州大学 - 共創学部（2018年新設）
- 愛媛大学 - 社会共創学部（2016年新設）

私立大学
- 札幌大学 - 地域共創学群（2013年学群制移行）
- 九州産業大学 - 地域共創学部（2018年新設）
- 大阪経済大学 - 国際共創学部（2024年新設）